# Бойцы исламского освобождения Бангсаморо

Чёрное знамя организации

«Бойцы исламского освобождения Бангсаморо» (англ. Bangsamoro Islamic Freedom Fighters) — исламская организация, действующая на острове Минданао на Филиппинах. Выступает за независимость региона.
Появилась в результате отделения от Исламского освободительного фронта моро в 2010 году из-за разногласия по поводу мирных переговоров. Её основал Америл Като, один из командиров Фронта, который получил религиозное образование в Саудовской Аравии. По словам Като в 2015 году, его организация насчитывала 5000 человек, но по данным правительства, у него только 300 бойцов. 
Организация ведёт вооружённую борьбу с правительственными войсками.